# غايس غوتنبرغ
غايس غوتنبرغ (بالإنجليزية: GAIS)‏ هو فريق كرة قدم من مدينة غوتنبرغ في السويد، أُسس بتاريخ 1894، يلعب في سوبرتان، في غاملا أوليفي، يدرب النادي Thomas Askebrand ‏.

## وصلات خارجية
- صفحة بيانات غايس غوتنبرغ على موقع كووورة، تاريخ الوصول: 22 سبتمبر 2018.
- الموقع الرسمي للنادي